# Cosmes
Cosmes é uma comuna francesa na região administrativa da Pays de la Loire, no departamento de Mayenne. Estende-se por uma área de 13,68 km². Em 2010 a comuna tinha 285 habitantes (densidade: 20,8 hab./km²).